# Hydropsyche batavorum
Hydropsyche batavorum is een schietmot uit de familie Hydropsychidae. De soort komt voor in het Palearctisch gebied.